# Навігаційний акт
Навігаційні закони, або ширше — Закони про торгівлю і мореплавство, були тривалою серією англійських законів, які розвивали, просували і регулювали англійські кораблі, судноплавство, торгівлю і комерцію між іншими країнами і з власними колоніями. Закони також регулювали рибальство в Англії та обмежували участь іноземців, зокрема шотландців та ірландців, у колоніальній торгівлі. Хоча вони ґрунтувалися на попередніх прецедентах, вперше вони були прийняті у 1651 році за часів Англійської республіки.
Система була відтворена та розширена під час Реставрації Стюартів Навігаційним актом 1660 року, а потім розвинута та посилена Навігаційними актами 1663, 1673 та 1696 років. На цій основі протягом 18 століття Закони були модифіковані подальшими поправками, змінами та додаванням механізмів примусового виконання та персоналу. Крім того, значна зміна самої мети Актів у 1760-х роках - отримання колоніального прибутку, а не лише регулювання торгівлі Імперії - призвела до великих повстань та значних змін у виконанні самих актів..
Закони загалом забороняли використання іноземних кораблів, вимагали найму англійських та колоніальних моряків на 75% екіпажів, включаючи кораблі Ост-Індійська компанія. Закони забороняли колоніям експортувати певні товари до інших країн, окрім Великої Британії та колоній цих країн, і вимагали, щоб імпорт здійснювався лише через Велику Британію.
Загалом, Акти сформували основу для англійської (і пізніше британської) закордонної торгівлі протягом майже 200 років, але з розвитком і поступовим прийняттям вільної торгівлі, Акти врешті-решт були скасовані в 1849 році. Акти відображали європейську економічну теорію меркантилізму, яка прагнула зберегти всі вигоди від торгівлі всередині своїх імперій і звести до мінімуму втрату золота і срібла, або прибутку, іноземцями через купівлю і торгівлю. Система розвивалася за умови, що колонії постачали сировину для британської промисловості, а в обмін на гарантований ринок збуту колонії купували промислові товари з Британії або через неї.
Основним поштовхом до прийняття першого Навігаційного акта стало руйнівне погіршення стану англійської торгівлі після Вісімдесятилітньої війни та пов'язане з цим скасування іспанського ембарго на торгівлю між Іспанською імперією та Голландською республікою. Зняття ембарго у 1647 році вивільнило повну потужність Амстердамський Entrepôt та інших голландських конкурентних переваг у європейській та світовій торгівлі. За кілька років англійські купці були практично витіснені в торгівлі на Балтиці та Північному морі, а також у торгівлі з Піренейським півостровом, Середземномор'ям і Левантом. Навіть торгівля з англійськими колоніями (частково все ще перебувала в руках роялістів, оскільки Громадянська війна в Англії була на завершальній стадії і Англійська республіка ще не встановила свою владу на всій території англійських заморських володінь) була "поглинена" голландськими купцями. Англійська пряма торгівля була витіснена раптовим припливом товарів з Леванту, Середземномор'я, Іспанської та Португальської імперій та Вест-Індії через голландський entrepôt, що перевозилися на голландських кораблях і за голландський рахунок..
Очевидним рішенням здавалося закрити англійські ринки для цього небажаного імпорту. Прецедентом став Акт, який Гренландська компанія отримала від парламенту в 1645 році, що забороняв імпорт китових продуктів до Англії, окрім як на кораблях, що належали цій компанії. Тепер цей принцип був узагальнений. У 1648 році Левантська компанія звернулася до парламенту з петицією про заборону імпорту турецьких товарів "...з Голландії та інших місць, але безпосередньо з місць їхнього зростання". До цього хору додали свої голоси балтійські торговці. У 1650 році Постійна рада з питань торгівлі та Державна рада Речі Посполитої підготували загальну політику, спрямовану на перешкоджання потоку середземноморських і колоніальних товарів через Голландію і Зеландію до Англії..
Після закону 1696 року, закони про торгівлю і мореплавство загалом дотримувалися, за винятком Закон про патоку 1733 року, який призвів до масштабної контрабанди, оскільки до 1760-х років не було передбачено ефективних засобів правозастосування. Посилення контролю за виконанням Цукровий закон 1764 року стало одним із джерел невдоволення Великої Британії з боку купців в американських колоніях. Це, в свою чергу, допомогло підштовхнути американські колонії до повстання наприкінці 18 століття, хоча серед сучасних економічних істориків та економістів існує консенсусна думка, що "витрати, покладені на [американських] колоністів торговельними обмеженнями Навігаційних актів, були невеликими"